# 구천현녀

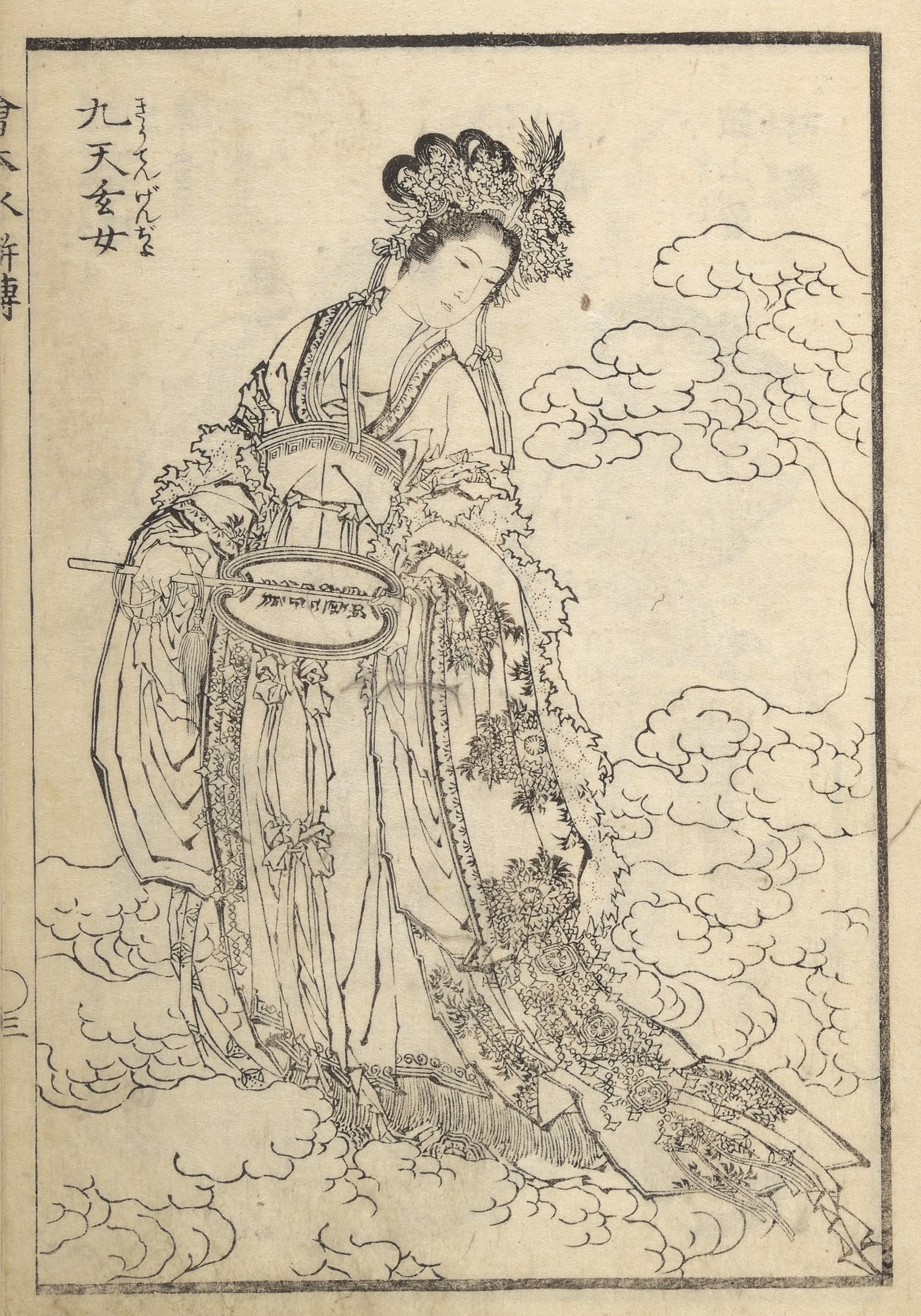
구천현녀

구천현녀(九天玄女)는 중국 신화 및 도교의 여신이다. 전쟁의 여신으로 여겨진다. 도교에 따르면 음력 2월 15일이 탄생일이다.
문학 작품에 있어서도 《수호전》, 《동유기》, 《평요전》 등에 등장한다.

## 참고 문헌
- Cahill, Suzanne E. (2013). “Sublimation in Medieval China: The Case of the Mysterious Woman of the Nine Heavens”. 《Journal of Chinese Religions》 20 (1): 91–102. doi:10.1179/073776992805307692.
- Liu, Peng (2016). ““Conceal my Body so that I can Protect the State”: The Making of the Mysterious Woman in Daoism and Water Margin”. 《Ming Studies》 74: 48–71. doi:10.1080/0147037X.2016.1228876.